# Mariages et Enfants
Pour plus de détails, voir Fiche technique et Distribution.
Mariages et Enfants (titre original : Weddings and Babies ) est un film américain réalisé par Morris Engel, sorti en 1958.

## Synopsis
Al, photographe, essaie de gagner suffisamment d'argent pour se marier avec sa fiancée Bea. 

## Fiche technique
- Titre original : Weddings and Babies
- Réalisation : Morris Engel
- Scénario : Morris Engel, Blanche Hanalis, Mary-Madeleine Lanphier et Irving Sunasky
- Photographie : Morris Engel
- Montage : Michael Alexander et Stan Russell
- Musique : Eddy Lawrence Manson
- Pays de production : États-Unis
- Format : Noir et blanc - 35 mm - 1,66:1 - Mono
- Genre : drame
- Durée : 81 minutes
- Date de sortie : 1958

## Distribution
- Viveca Lindfors : Bea
- John Myhers : Al
- Chiarina Barile : Momma
- Leonard Elliott : Ken
- Joanna Merlin : Josie
- Chris : Tony
- Mary Faranda : Self
- Gabriel Kohn : Carl
- Kristoffer Tabori : Chris